# Verticordia brownii
Verticordia brownii är en myrtenväxtart som först beskrevs av René Louiche Desfontaines, och fick sitt nu gällande namn av Allan Cunningham och Dc.. Verticordia brownii ingår i släktet Verticordia och familjen myrtenväxter. Inga underarter finns listade i Catalogue of Life.